# 東京都江戸東京博物館
東京都江戸東京博物館（とうきょうとえどとうきょうはくぶつかん）は、東京都が江戸・東京の伝統文化の保存と都民文化創造の一大拠点として建設した体験型博物館。本館と分館から成り、本館は東京都墨田区横網1-4-1（両国駅から徒歩3分の場所）にあり1993年3月に開館。分館の江戸東京たてもの園は都立小金井公園内にあった武蔵野郷土館を拡充する形で1993年3月に開館。
本館は、施設老朽化に伴う改修工事の為2022年4月1日より2025年まで休館。分館の江戸東京たてもの園は営業中（毎週月曜日、月曜日が祝日または振替休日の場合はその翌日、および年末年始は休園）。

## 施設
江戸・東京の歴史・文化に関わる資料を収集、保存、展示することを目的に、「江戸と東京の歴史や文化を伝える博物館」として1993年（平成5年）3月28日に開館した。指定管理者制度により、公益財団法人東京都歴史文化財団が運営する。

### 本館
本館は地上7階、地下1階の建物で、延床面積4万6590 m2。1階に企画展示室、3階（屋外）に「江戸東京ひろば」、5階と6階に常設展示室があり、常設展示のほか、年に4、5回の企画展示や催し物などが開催されている。吹き抜け構造の5・6階に設けられた常設展示室は江戸ゾーンと東京ゾーンに分かれる。江戸ゾーンには絵図、浮世絵などの資料や、日本橋（縮尺1/1）や中村座（縮尺1/1）の模型、長屋と路地の再現展示、可動模型、持上げ可能な千両箱などの展示物が設置されており、庶民の日常生活、火消し、食生活、文化など、城下町としての江戸に関する展示が行われている。東京ゾーンでは明治維新、文明開化、関東大震災、東京大空襲などの展示がある。映像ホール（1階）や映像ライブラリー（7階）、図書室（7階）などの視聴・学習施設なども設置されている。
建物の設計は菊竹清訓で、地上7階、地下1階の鉄骨造構造。地上部分の高さは約62mで、江戸城の天守閣とほぼ同じである。隣接する国技館との調和を考え、高床式のユニークな構造の建物になっているが、東京下町の景観を損ねているとの批判もある。
年に数回ほど企画展や特別展を開催。江戸や東京の文化をテーマとした企画展を中心とし、江戸・東京に関連することなら考古学から手塚治虫（2009年）や水木しげる（2004年）まで扱い、さらに江戸・東京に絡めてフランスやロシアなど海外の美術品に関する展示まで幅広く行っている。
定期的に『江戸東京博物館NEWS』を発行しており、また「江戸学」や「江戸東京学」の学際的な調査研究も行なっている。
当博物館には「江戸東京博物館友の会」があり、会員は「友の会セミナー」「古文書講座」「見学会」などの勉強会に参加でき、常設展示は無料、特別展は半額で観覧できる（本館改修工事の閉館に伴い友の会も休会中）

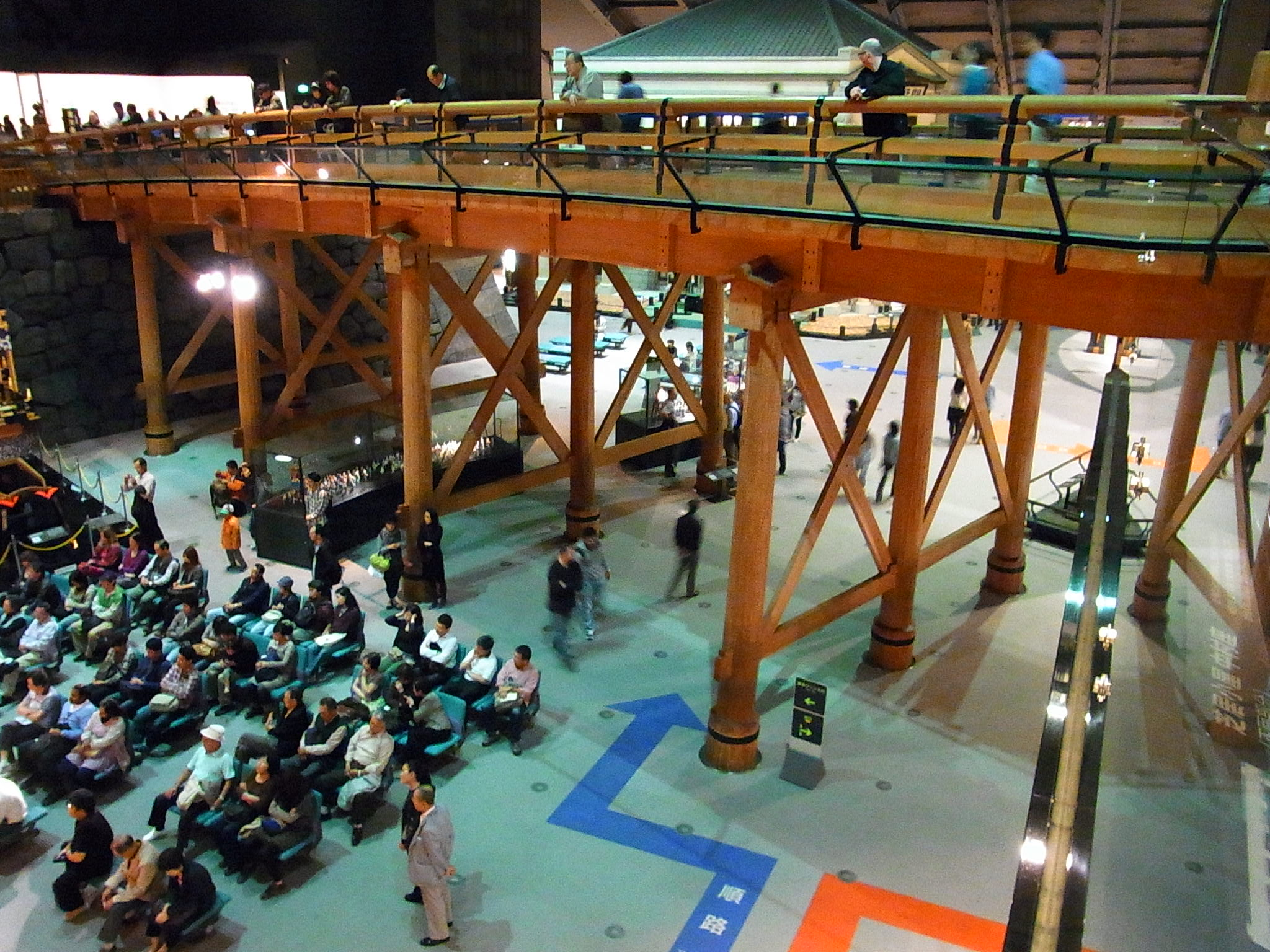
日本橋の再現（2010年10月撮影）
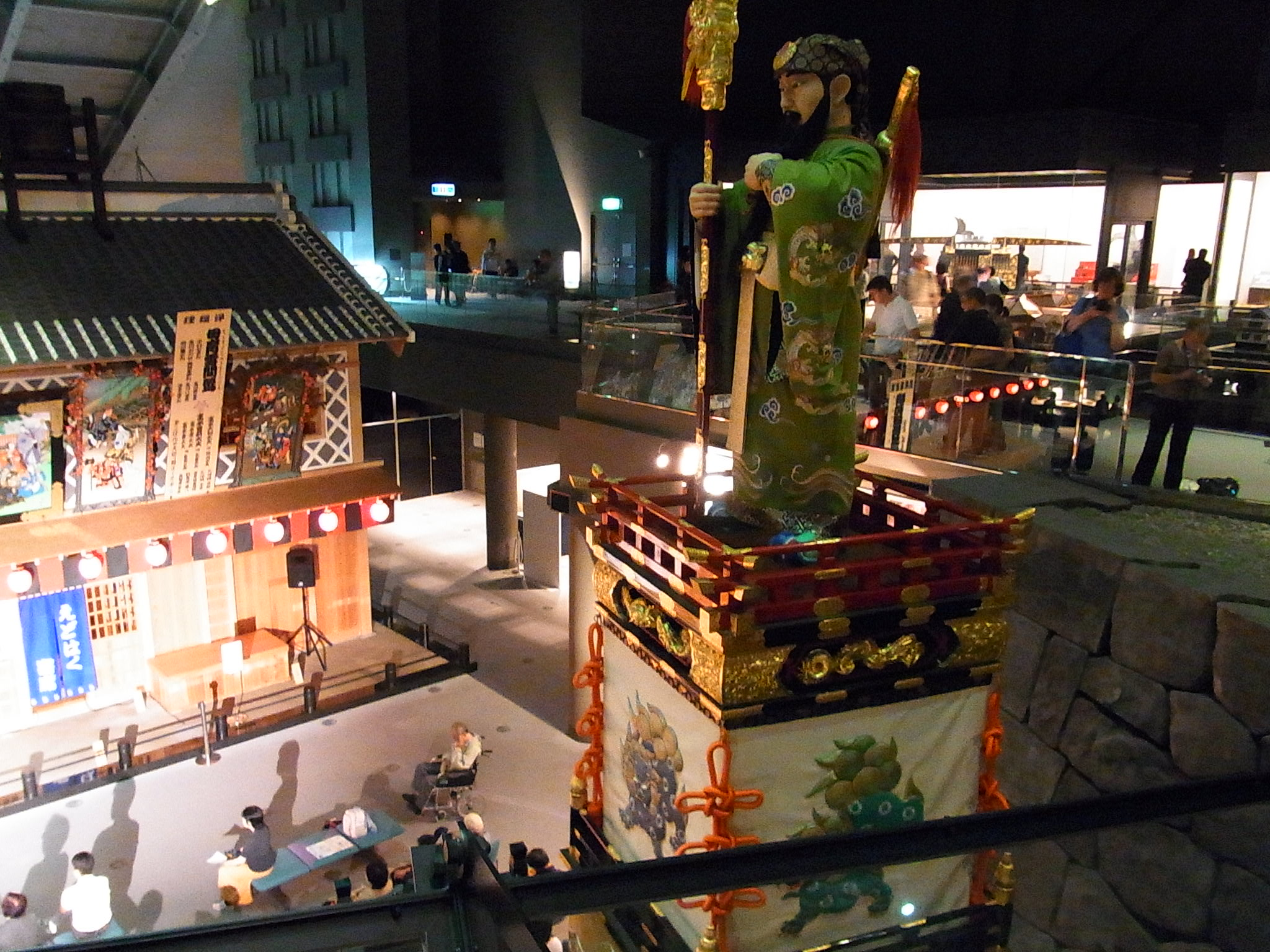
日本橋から展示場を見る（同年同月）
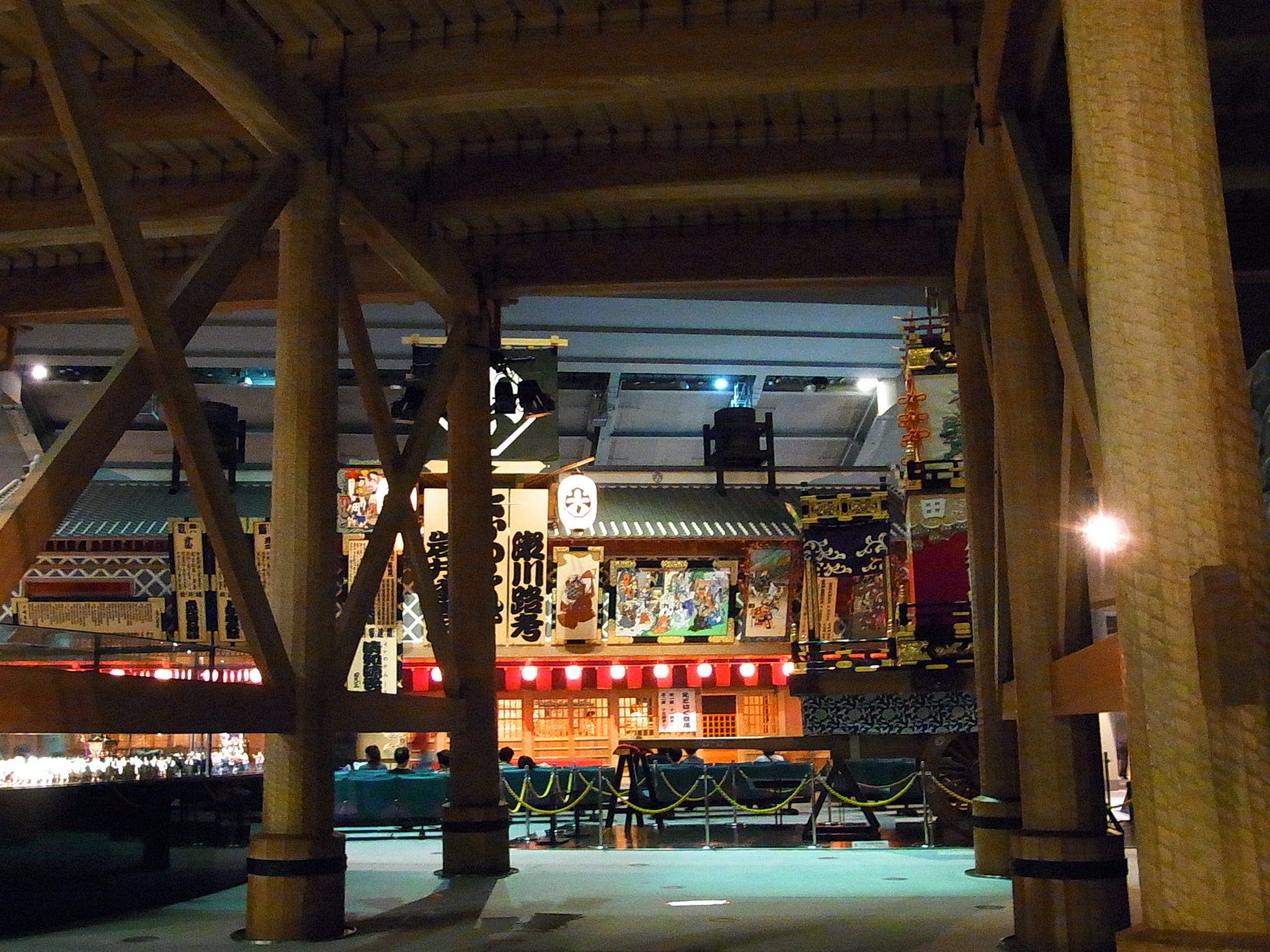
日本橋の下から展示場を見る（同年同月）

### 分館
小金井公園内にある7ヘクタールの野外展示施設。江戸・東京の文化遺産としての建築物35棟が移築・復元されている。 大蔵大臣を務め二・二六事件で暗殺された政治家・高橋是清の邸宅や、宮崎駿の『千と千尋の神隠し』の参考にされた銭湯や商家もある。

## 沿革
- 1980年（昭和55年）12月1日 - 生活文化局コミュニティ文化部振興計画室が発足
- 1980年（昭和55年）12月3日 - マイタウン構想懇談会が「マイタウン構想懇談会報告書」を知事に提出
- 1981年（昭和56年）8月14日 - 東京都江戸東京博物館建設懇談会を設置
- 1982年（昭和57年）6月14日 - 資料の受贈を開始
- 1982年（昭和57年）11月30日 - 第7回東京都江戸東京博物館建設懇談会を開催し、「東京都江戸東京博物館建設懇談会報告書」を知事に提出
- 1983年（昭和58年）2月16日 - 東京都江戸東京博物館建設委員会および同専門部会（5部会）を設置
- 1983年（昭和58年）4月1日 - 資料の購入を開始
- 1983年（昭和58年）6月1日 - 江戸東京博物館建設準備室を設置
- 1983年（昭和58年）12月13日 - 東京都江戸東京博物館資料収集委員会を設置
- 1984年（昭和59年）2月23日 - 東京都江戸東京博物館資料評価員会を設置
- 1985年（昭和60年）5月28日 - 東京都江戸東京博物館建設委員会設置要綱を改正し、企画小委員会を設置
- 1985年（昭和60年）7月19日～7月28日 - 東京都江戸東京博物館建設委員会企画小委員会が海外博物館を視察
- 1985年（昭和60年）10月24日 - 日本国有鉄道に対し建設予定地として両国駅前（北側）の国鉄用地の譲渡を要請
- 1986年（昭和61年）7月30日 - 第6回東京都江戸東京博物館建設委員会を開催し、「東京都江戸東京博物館建設委員会報告書」を知事に提出
- 1986年（昭和61年）8月16日 - 「東京都江戸東京博物館建設委員会報告書」を東京都江戸東京博物館建設基本構想とすることに決定
- 1987年（昭和62年）4月1日 - （財）東京都文化振興会へ資料収集関係業務を委託   （財）東京都文化振興会麻布分室を設置
- 1987年（昭和62年）9月1日 - 東京都設計候補者選定委員会が江戸東京博物館設計候補者として㈱菊竹清訓建築設計事務所を選定
- 1987年（昭和62年）10月26日 - 東京都江戸東京博物館建設推進委員会を設置
- 1988年（昭和63年）3月31日 - 日本国有鉄道清算事業団との間で両国駅前の旧国鉄用地（建設予定地）の買収契約締結　第4回東京都江戸東京博物館建設推進委員会を開催し、「江戸東京博物館建設基本計画報告書」を知事に提出
- 1988年（昭和63年）4月1日 - （財）東京都文化振興会麻布分室が（財）東京都文化振興会江戸東京博物館資料収集室に組織変更
- 1988年（昭和63年）6月3日 - 東京都江戸東京博物館野外収蔵委員会を設置
- 1988年（昭和63年）12月21日 - （財）東京都文化振興会江戸東京博物館資料収集室が両国へ移転
- 1993年（平成5年）3月28日 - 開館
- 2018年（平成30年）4月1日 - 半年間のリニューアル休館を経て再オープン。4月1日は入館料無料であった。
- 2022年（令和4年）4月 - 施設老朽化による大規模改修工事のため、同月から2025年（令和7年）(後日2026年（令和8年）春に延期)まで休館予定[7]。

## 歴代館長
- 初代 - 児玉幸多（1993年 - 1996年）
- 二代目 - 小木新造（1996年 - ）
- 三代目 - 竹内誠（2002年 - ）
- 四代目 - 藤森照信（2016年7月 - ）[8]

## 文化財
所蔵品のうち、以下のものが国の重要文化財に指定されている。
- 萌葱地（もえぎじ）葵紋付小紋染胴服（附：今村家覚書 1巻）今村家伝来
- 蔓梅擬目白蒔絵軸盆（つるうめもどきめじろまきえ じくぼん、原羊遊斎作、酒井抱一下絵）[9]
- 阿蘭陀風説書　寛政9年
- 旧江戸城写真ガラス原板　29枚
- 壬申検査関係ステレオ写真ガラス原板　257点

## 利用情報
2010年5月16日現在の同館公式サイトによる。
- 交通：
  - JR総武線（各駅停車） 両国駅 西口下車 徒歩3分。
  - 都営地下鉄大江戸線 両国駅（江戸東京博物館前） A3・A4出口 徒歩1分。
  - 都バス：錦27・両28・門33系統 「都営両国駅前（江戸東京博物館前）」下車 徒歩3分。
  - スカイツリーシャトル東京線（JRバス関東・東武バスセントラル）：東京駅八重洲南口JRハイウェイバスのりば、東京スカイツリータウン、東武ホテルレバント東京（錦糸町駅北口）から運行　「両国・江戸東京博物館」下車 徒歩5分。
  - 首都高速6号向島線 駒形出口、同7号小松川線 錦糸町出口より約10分（有料駐車場あり）。
- 開園時間：9:30～17:30（土曜日のみ19:30まで） ただし入館は閉館の30分前まで。
- 休園日：主に月曜日・年末年始（ホームページで確認のこと）。
- 観覧料：
  - 常設展：一般600円、65歳以上300円、大学生（大学院生・高専4・5年生・専修・各種含む）480円、高校生・中学生（都外）300円、都内在学または在住の中学生・小学生以下無料、団体割引あり。
  - 特別展：常設展観覧料よりも高く設定され、特別展のみの観覧券と、特別展・常設展の両方が観覧できる共通券とがある。